# Samtgemeinde Dransfeld
La comunità amministrativa di Dransfeld (Samtgemeinde Dransfeld) si trova nel circondario di Gottinga nella Bassa Sassonia, in Germania.

## Suddivisione
Comprende 5 comuni:
1. Bühren
2. Dransfeld (città)
3. Jühnde
4. Niemetal
5. Scheden

Il capoluogo è Dransfeld.